# Robert M. Riddle
Robert M. Riddle (* 17. August 1812; † 18. Dezember 1858) war ein US-amerikanischer Politiker.

## Leben
Robert Riddle, der Sohn des Richters James Riddle, wuchs in Philadelphia auf und arbeitete vor seinem Gang in die Politik bei diversen Banken. Weiterhin war er Postvorsteher und Redakteur beim Commercial Journal. Von 1853 bis 1854 amtierte er als Bürgermeister von Pittsburgh. In seine Amtszeit fällt die schlimmste Cholera-Epidemie der Stadt. Robert M. Riddle war 1854 an der Gründung der Republikanischen Partei der Vereinigten Staaten beteiligt.